# سكوت دبليو. بويد
سكوت دبليو. بويد (بالإنجليزية: Scott W. Boyd)‏ هو سياسي أمريكي، ولد في 1958. حزبياً، نشط في الحزب الجمهوري. وقد انتخب عضو مجلس نواب بنسيلفانيا.